# Pounamuella
Pounamuella is een geslacht van spinnen uit de  familie van de Orsolobidae.

## Soorten
- Pounamuella australis (Forster, 1964)
- Pounamuella complexa (Forster, 1956)
- Pounamuella hauroko Forster & Platnick, 1985
- Pounamuella hollowayae (Forster, 1956)
- Pounamuella insula Forster & Platnick, 1985
- Pounamuella kuscheli Forster & Platnick, 1985
- Pounamuella ramsayi (Forster, 1956)
- Pounamuella vulgaris (Forster, 1956)